# 史瑞和
史瑞和（1917年—2004年），男，江苏溧阳人，中国土壤肥料学家，曾任南京农业大学教授、博士生导师。